# Virginia Slims of Houston 1976
Il Virginia Slims of Houston 1976 è stato un torneo di tennis giocato sul sintetico indoor. È stata la 6ª edizione del torneo, che fa parte del WTA Tour 1976. Si è giocato a Houston negli USA dal 12 al 18 gennaio 1976.

## Campionesse

### Singolare
Martina Navrátilová ha battuto in finale  Chris Evert con il punteggio di 6–3, 6–4

### Doppio
Françoise Dürr /  Rosemary Casals hanno battuto in finale  Chris Evert /  Martina Navrátilová con il punteggio di 6–0, 7–5